# エリヴェウト・エミリアーノ・ダ・シウヴァ
エリヴェウト（Erivelto）こと、エリヴェウト・エミリアーノ・ダ・シウヴァ（Erivelto Emiliano da Silva、1988年10月1日 - ）は、ブラジル・ベゼロス出身のプロサッカー選手。ポジションは、フォワード。